# مجلس الشيوخ الأفغاني
مجلس الشيوخ الأفغاني (بالإنجليزية: House of Elders)‏ هو الهيئة التشريعية في أفغانستان، ويتكون من 102 مقعداً، وهو المجلس الأعلى في الجمعية الوطنية في أفغانستان.
بعد سيطرة حركة طالبان على الحكم في أغسطس 2021، وقع تعليق عمل مجلس الشيوخ الأفغاني.

## طالع أيضًا
- الجمعية الوطنية في أفغانستان